# Éclaibes
Éclaibes est une commune française située dans le département du Nord (59), en région Hauts-de-France.

## Géographie
Éclaibes fait partie administrativement de l'Avesnois et historiquement du Hainaut.
Éclaibes comporte des espaces boisés qui forment la Haie d'Avesnes.
Hydrographie : Ruisseau du Moulin.

### Communes limitrophes
| Limont-Fontaine | Limont-Fontaine     | Beaufort  |
| Limont-Fontaine | Éclaibes            | Beaufort  |
| Saint-Aubin     | Dourlers \| Écuélin | Floursies |

### Hydrographie

#### Réseau hydrographique
La commune est située dans le bassin Artois-Picardie. Elle est drainée par le Cligneux, le ruisseau d'Eclaibes et divers autres petits cours d'eau,.
Le Cligneux, d'une longueur de 11 km, prend sa source dans la commune de Beaufort et se jette  dans la Sambre canalisée à Boussières-sur-Sambre, après avoir traversé six communes. 

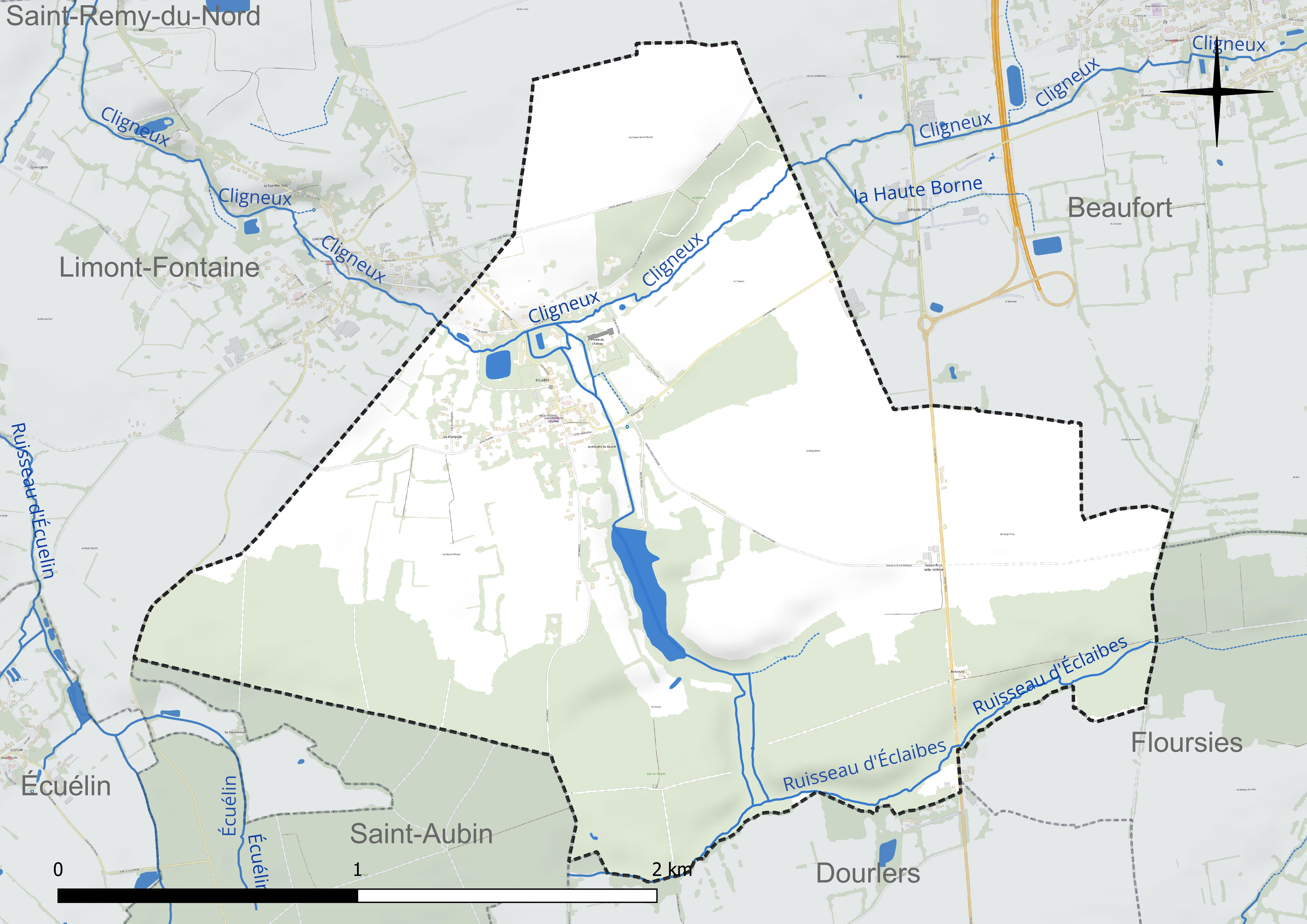
Réseau hydrographique d'Éclaibes.

#### Gestion et qualité des eaux
Le territoire communal est couvert par le schéma d'aménagement et de gestion des eaux (SAGE) « Sambre ». Ce document de planification concerne un territoire de 1 253 km2 de superficie, délimité par le bassin versant de la Sambre. Le périmètre a été arrêté le 1er novembre 2003 et le SAGE proprement dit a été approuvé le 21 septembre 2012, puis modifié le 18 août 2022. La structure porteuse de l'élaboration et de la mise en œuvre est le syndicat mixte du Parc naturel régional de l'Avesnois. 
La qualité des cours d'eau peut être consultée sur un site dédié géré par les agences de l'eau et l'Agence française pour la biodiversité. 

### Climat
Pour des articles plus généraux, voir Climat des Hauts-de-France et Climat du Nord.
En 2010, le climat de la commune est de type climat des marges montargnardes, selon une étude du CNRS s'appuyant sur une série de données couvrant la période 1971-2000. En 2020, Météo-France publie une typologie des climats de la France métropolitaine dans laquelle la commune est exposée à un climat océanique altéré et est dans la région climatique  Nord-est du bassin Parisien, caractérisée par un ensoleillement médiocre, une pluviométrie moyenne régulièrement répartie au cours de l'année et un hiver froid (3 °C). 
Pour la période 1971-2000, la température annuelle moyenne est de 9,8 °C, avec une amplitude thermique annuelle de 14,9 °C. Le cumul annuel moyen de précipitations est de 884 mm, avec 12,8 jours de précipitations en janvier et 9,9 jours en juillet. Pour la période 1991-2020, la température moyenne annuelle observée sur la station météorologique la plus proche, située sur la commune de Saint-Hilaire-sur-Helpe à 8 km à vol d'oiseau, est de 10,5 °C et le cumul annuel moyen de précipitations est de 802,4 mm,. Pour l'avenir, les paramètres climatiques de la commune estimés pour 2050 selon différents scénarios d'émission de gaz à effet de serre sont consultables sur un site dédié publié par Météo-France en novembre 2022.

## Urbanisme

### Typologie
Au 1er janvier 2024, Éclaibes est catégorisée commune rurale à habitat dispersé, selon la nouvelle grille communale de densité à sept niveaux définie par l'Insee en 2022.
Elle appartient à l'unité urbaine de Maubeuge (partie française), une agglomération internationale regroupant 22  communes, dont elle est une commune de la banlieue,,. Par ailleurs la commune fait partie de l'aire d'attraction de Maubeuge (partie française), dont elle est une commune de la couronne,. Cette aire, qui regroupe 65 communes, est catégorisée dans les aires de 50 000 à moins de 200 000 habitants,.

### Occupation des sols
L'occupation des sols de la commune, telle qu'elle ressort de la base de données européenne d'occupation biophysique des sols Corine Land Cover (CLC), est marquée par l'importance des territoires agricoles (62,2 % en 2018), une proportion identique à celle de 1990 (62,2 %). La répartition détaillée en 2018 est la suivante : 
terres arables (35 %), forêts (32,7 %), prairies (27,2 %), zones urbanisées (5,1 %). L'évolution de l'occupation des sols de la commune et de ses infrastructures peut être observée sur les différentes représentations cartographiques du territoire : la carte de Cassini (XVIIIe siècle), la carte d'état-major (1820-1866) et les cartes ou photos aériennes de l'IGN pour la période actuelle (1950 à aujourd'hui).

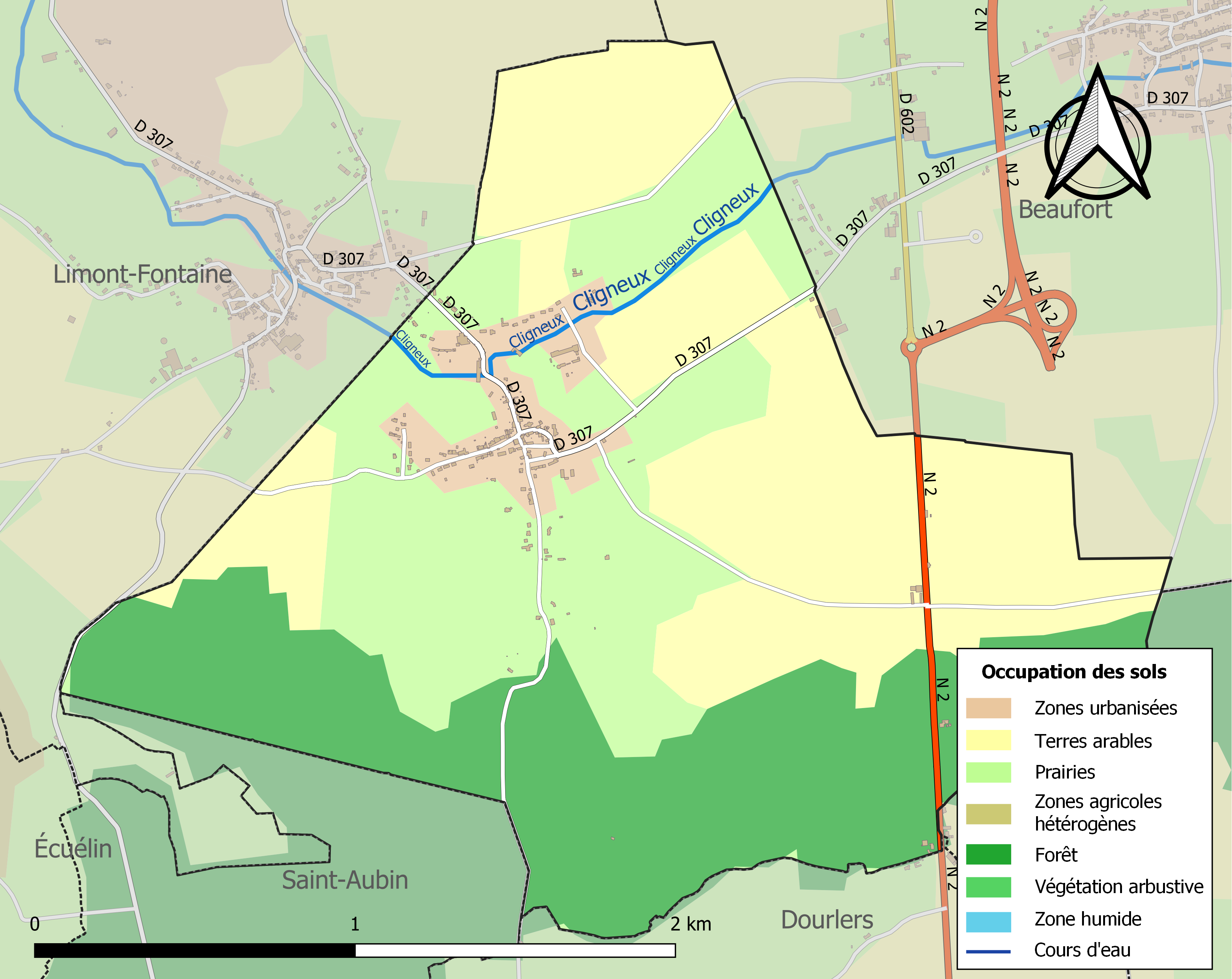
Carte des infrastructures et de l'occupation des sols de la commune en 2018 (CLC).

### Voies de communication et transports
La commune est desservie, en 2024, par le service de transport à la demande du réseau Stibus.

## Toponymie
On trouve au XIIe siècle Scarbes, Esclaibes, Esclèbes.
Au XIIIe siècle, Esclabes, Sclairbes, Sclerbes, Sclaibes, Esclebbes.
Au XVIIIe siècle, Éclaibe et Esclaibes.

## Histoire
Éclaibes existait déjà au XIIe siècle et formait alors une paroisse du décanat d'Avesnes. Guillaume de Dompierre donna l'église  à l'abbaye de Liessies au XIIe siècle.
Éclaibes a donné son nom à une famille de nobles nommés d'Esclaibes.
La terre et pairie de cette ville comprenait également le village dans sa juridiction et les seigneurs d'Éclaibes furent toujours considérés comme les premiers fondateurs de la Maison d'Avesnes.
Les seigneurs d'Éclaibes jouèrent un rôle important dans l'histoire : ils participèrent aux croisades et reçurent le titre de chevaliers de Jérusalem[réf. nécessaire].
Jean d'Esclaibes meurt à la bataille d'Azincourt en 1415.
Leur château est presque le seul de la région qui n'a pas été entièrement rasé, on en voit encore les tours massives, les murailles épaisses et les larges fossés. Sa construction remonterait à la fin du XIIe siècle, mais il aurait été rebâti au XVIe siècle. Il fut plusieurs fois assiégé sous les règnes de Henri II, Louis XIII et Louis XIV ; Louis XI y séjourna en 1477. Au XVIe siècle, le fief fut vendu au seigneur de Fosteau puis passa à Charles de Croÿ qui refit le château, lequel fut démoli à la Révolution et servit de carrière de pierres.
Sur une large pierre qui surmonte l'une des portes d'entrée, on lit ces mots : « Jean d'Éclaibes, Chevalier de Jérusalem et du Mont Sinaï - 1549 ».
À la suite de la subdivision des départements français en districts, à partir de 1790, Eclaibes se trouve dans le canton de Dourlers, lequel canton appartient au district d'Avesnes jusqu'en 1795, date à laquelle les districts sont supprimés par la constitution du 5 fructidor An III (22 août 1795). Ils seront remplacés par les arrondissements créés par la loi du 28 pluviôse an VIII (17 février 1800).

### Héraldique
| Armes d'Éclaibes | Les armes de la commune d'Éclaibes se blasonnent ainsi : De gueules à trois lions d'argent couronnés d'or. |

## Politique et administration
Maire de 1802 à 1808 : François Dewez,.
| Période    | Période   | Identité        | Étiquette | Qualité |
| ---------- | --------- | --------------- | --------- | ------- |
| avant 1981 | ?         | Paul Haine      | DVG       |         |
| mars 2001  | mars 2014 | Yvon Dubois     | DVD       |         |
| mars 2014  | En cours  | Jacques Lamquet |           |         |

## Population et société

### Démographie

#### Évolution démographique
L'évolution du nombre d'habitants est connue à travers les recensements de la population effectués dans la commune depuis 1793. Pour les communes de moins de 10 000 habitants, une enquête de recensement portant sur toute la population est réalisée tous les cinq ans, les populations de référence des années intermédiaires étant quant à elles estimées par interpolation ou extrapolation. Pour la commune, le premier recensement exhaustif entrant dans le cadre du nouveau dispositif a été réalisé en 2004.

En 2022, la commune comptait 265 habitants, en évolution de −12,83 % par rapport à 2016 (Nord : +0,51 %, France hors Mayotte : +2,11 %).
| 1793 | 1800 | 1806 | 1821 | 1831 | 1836 | 1841 | 1846 | 1851 |
| ---- | ---- | ---- | ---- | ---- | ---- | ---- | ---- | ---- |
| 223  | 198  | 199  | 264  | 276  | 303  | 314  | 317  | 331  |

| 1856 | 1861 | 1866 | 1872 | 1876 | 1881 | 1886 | 1891 | 1896 |
| ---- | ---- | ---- | ---- | ---- | ---- | ---- | ---- | ---- |
| 332  | 332  | 324  | 316  | 317  | 292  | 267  | 252  | 254  |

| 1901 | 1906 | 1911 | 1921 | 1926 | 1931 | 1936 | 1946 | 1954 |
| ---- | ---- | ---- | ---- | ---- | ---- | ---- | ---- | ---- |
| 251  | 238  | 211  | 210  | 201  | 177  | 166  | 219  | 220  |

| 1962 | 1968 | 1975 | 1982 | 1990 | 1999 | 2004 | 2006 | 2009 |
| ---- | ---- | ---- | ---- | ---- | ---- | ---- | ---- | ---- |
| 219  | 188  | 180  | 209  | 272  | 270  | 294  | 296  | 283  |

| 2014 | 2019 | 2022 | - | - | - | - | - | - |
| ---- | ---- | ---- | - | - | - | - | - | - |
| 294  | 268  | 265  | - | - | - | - | - | - |

#### Pyramide des âges
La population de la commune est relativement jeune.
En 2018, le taux de personnes d'un âge inférieur à 30 ans s'élève à 31,7 %, soit en dessous de la moyenne départementale (39,5 %). À l'inverse, le taux de personnes d'âge supérieur à 60 ans est de 29,1 % la même année, alors qu'il est de 22,5 % au niveau départemental.
En 2018, la commune comptait 136 hommes pour 144 femmes, soit un taux de 51,43 % de femmes, légèrement inférieur au taux départemental (51,77 %).
Les pyramides des âges de la commune et du département s'établissent comme suit.
| Hommes | Classe d’âge | Femmes |
| ------ | ------------ | ------ |
| 1,5    | 90 ou +      | 0,7    |
| 3,8    | 75-89 ans    | 7,2    |
| 27,7   | 60-74 ans    | 17,4   |
| 23,1   | 45-59 ans    | 25,4   |
| 13,1   | 30-44 ans    | 16,7   |
| 11,5   | 15-29 ans    | 15,9   |
| 19,2   | 0-14 ans     | 16,7   |

| Hommes | Classe d’âge | Femmes |
| ------ | ------------ | ------ |
| 0,5    | 90 ou +      | 1,4    |
| 5,3    | 75-89 ans    | 8,1    |
| 14,8   | 60-74 ans    | 16,2   |
| 19,1   | 45-59 ans    | 18,4   |
| 19,5   | 30-44 ans    | 18,7   |
| 20,7   | 15-29 ans    | 19,1   |
| 20,2   | 0-14 ans     | 18     |

## Culture locale et patrimoine

### Galerie photos

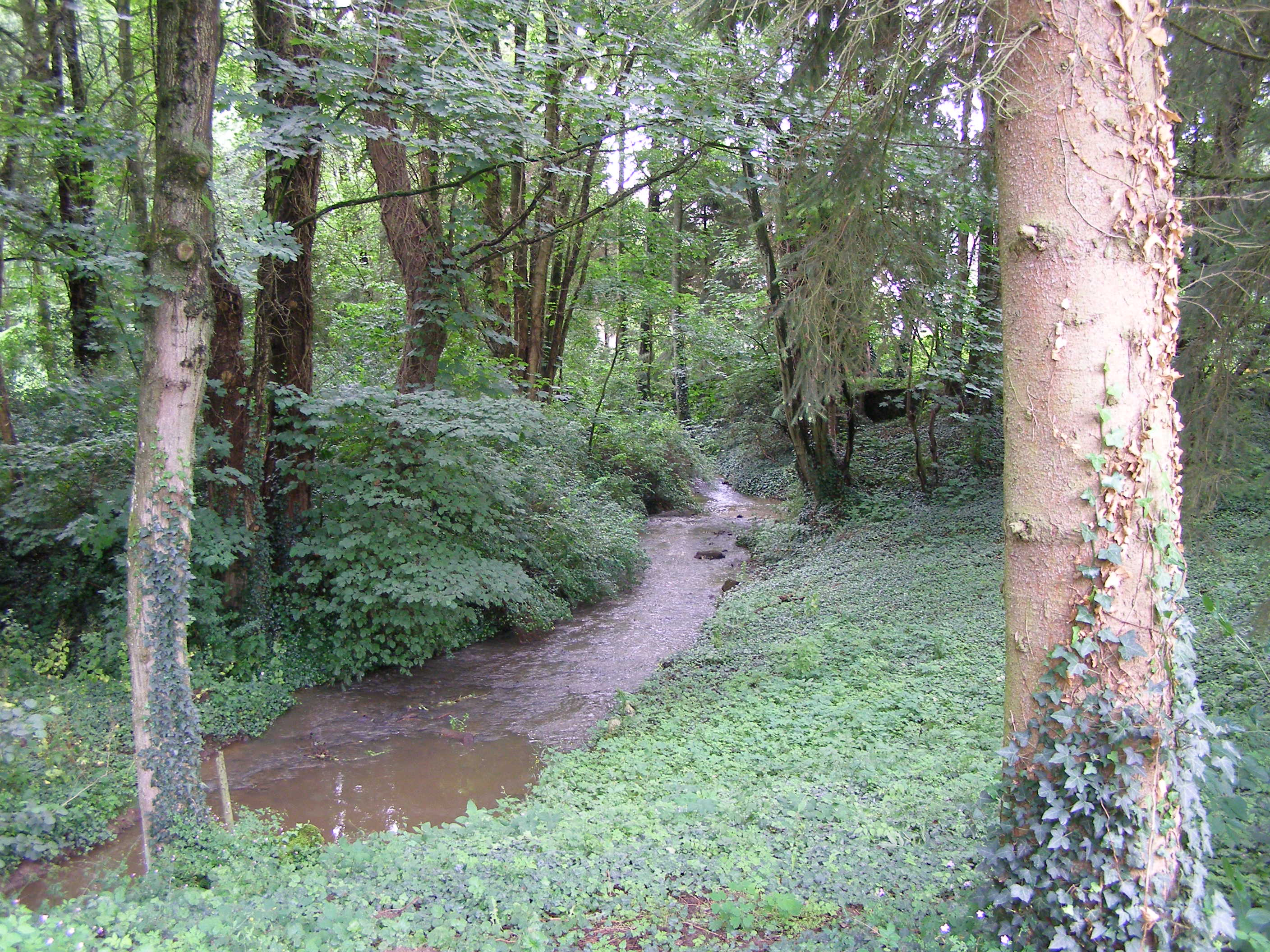
Le ruisseau d'Éclaibes.
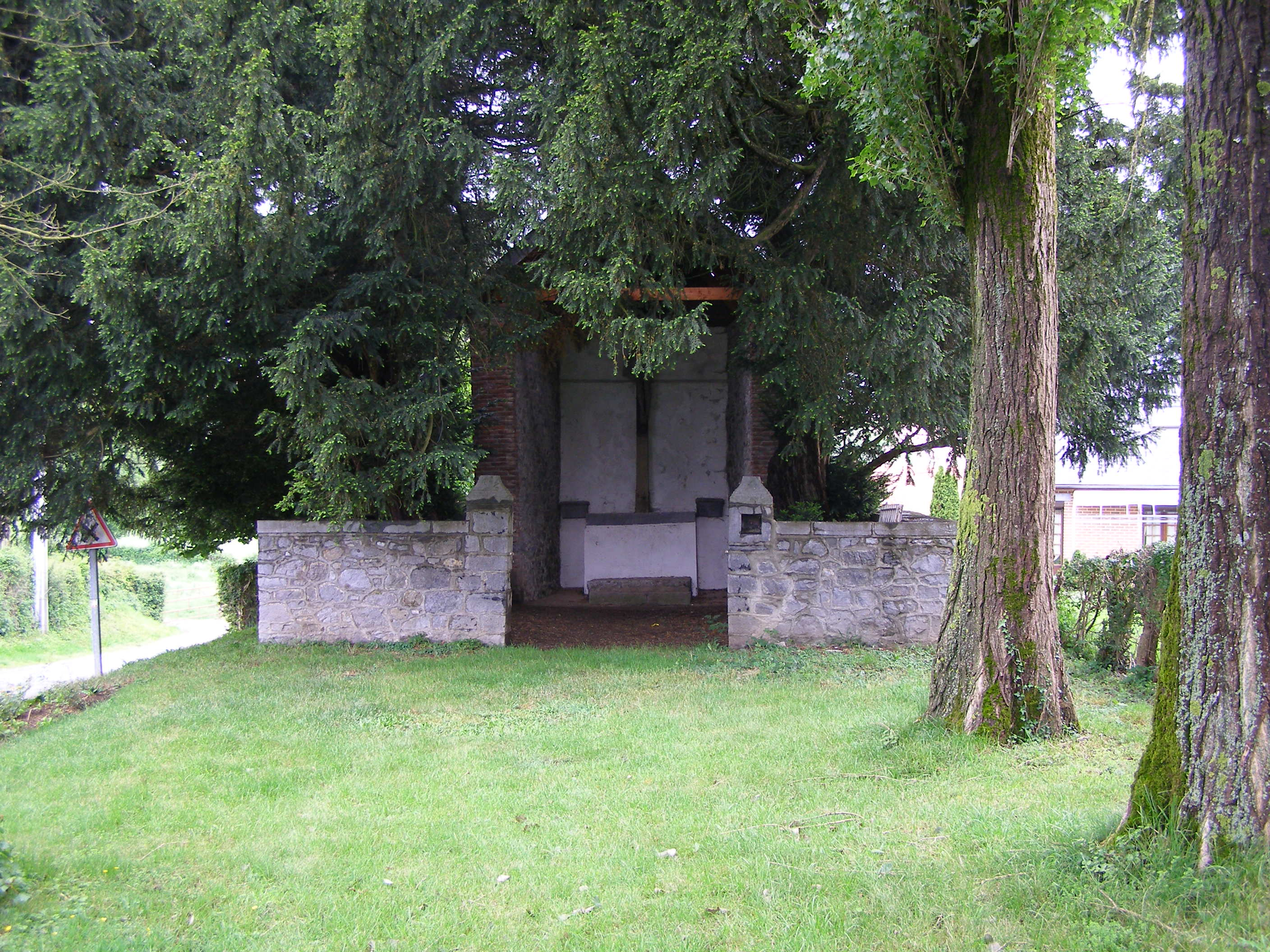
Calvaire.
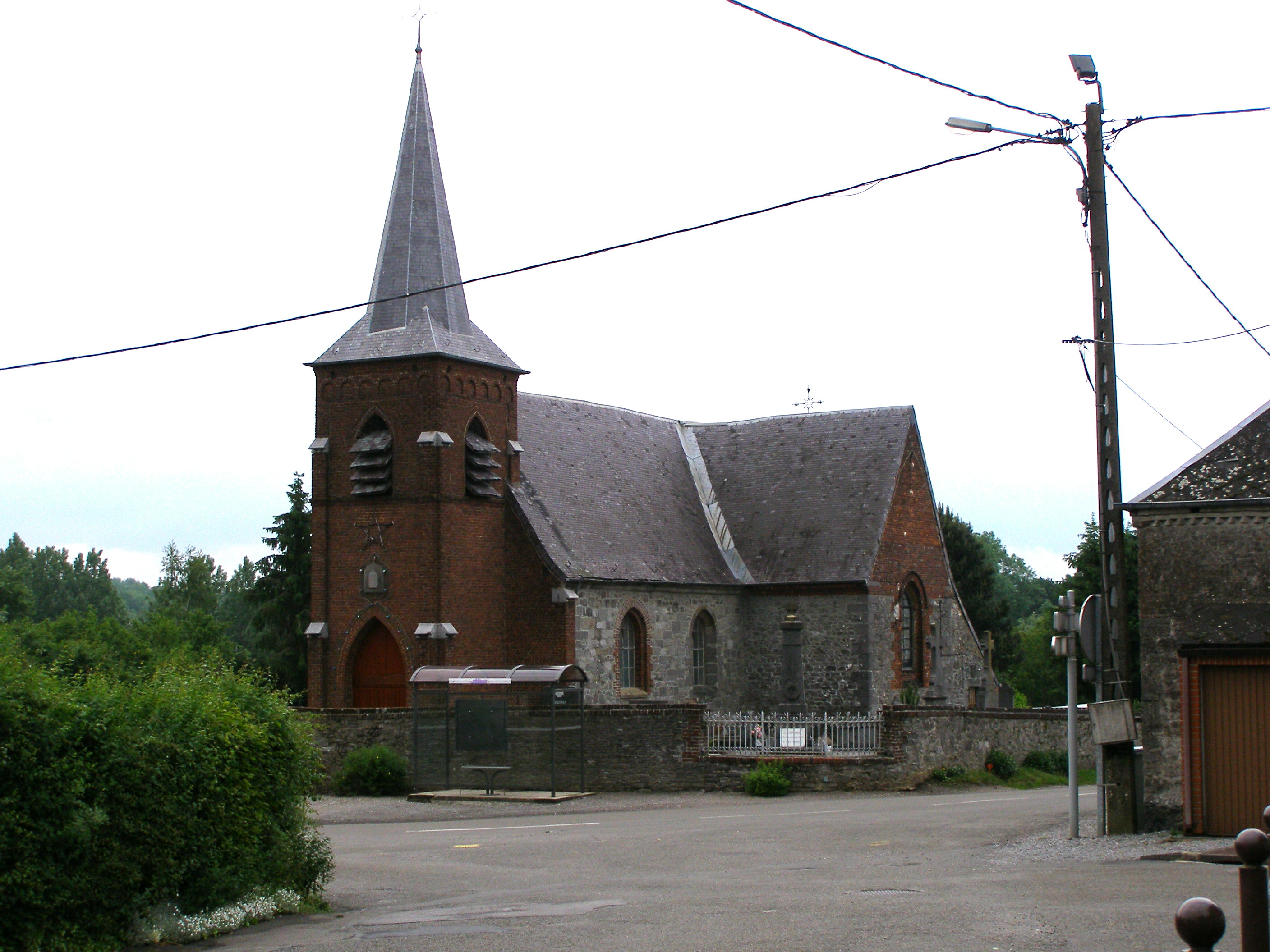
Église.
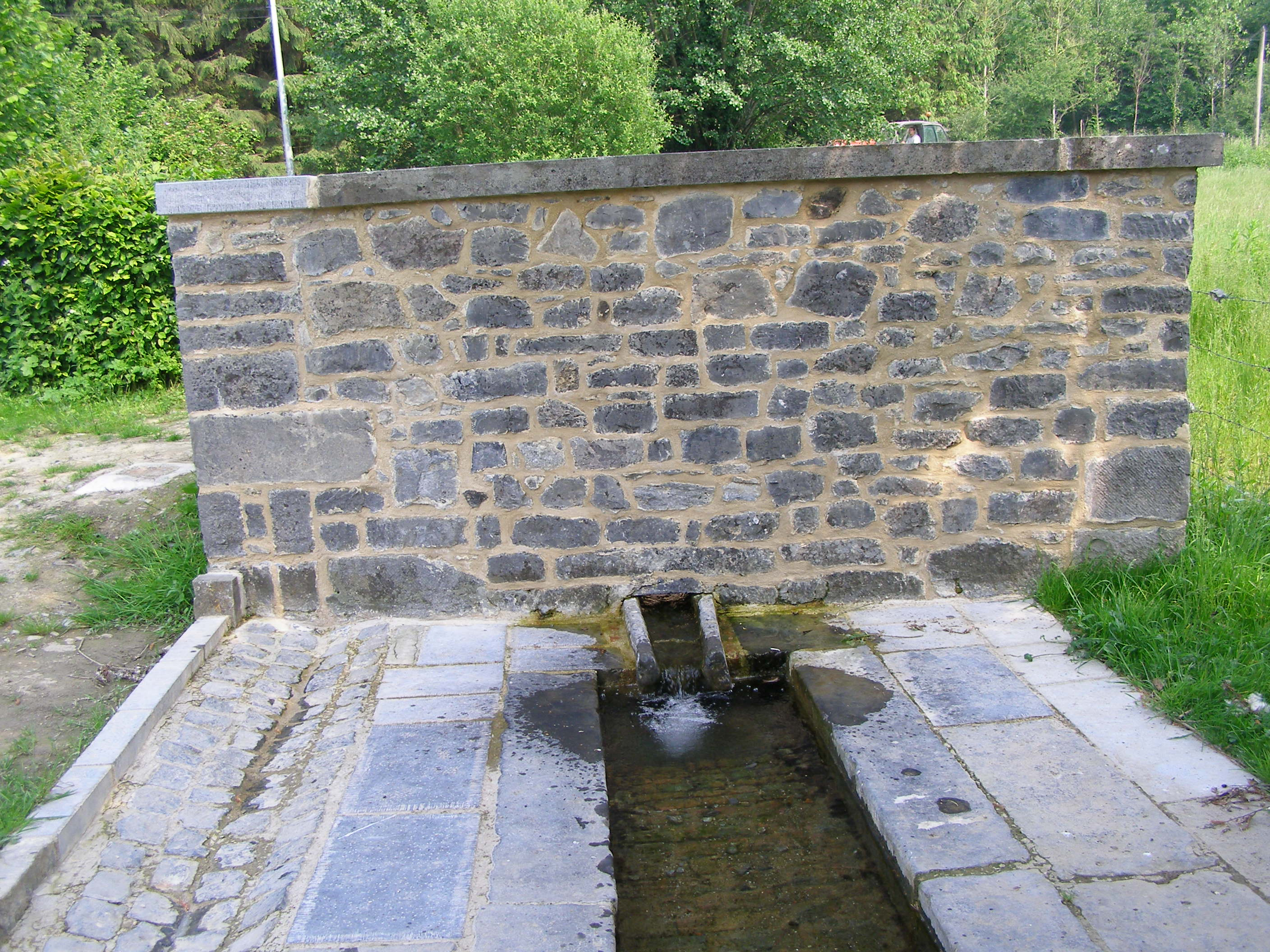
Fontaine.
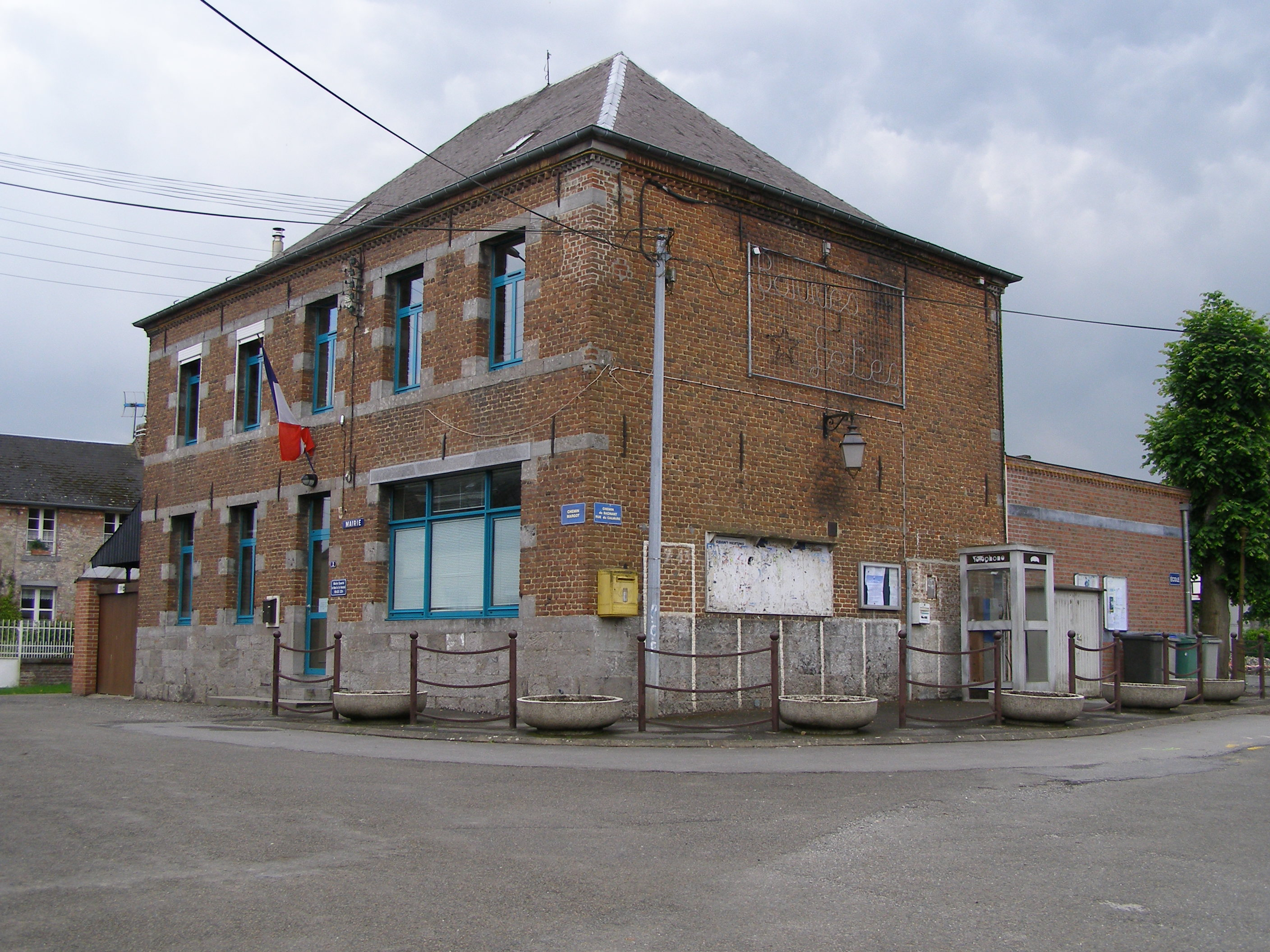
Mairie.
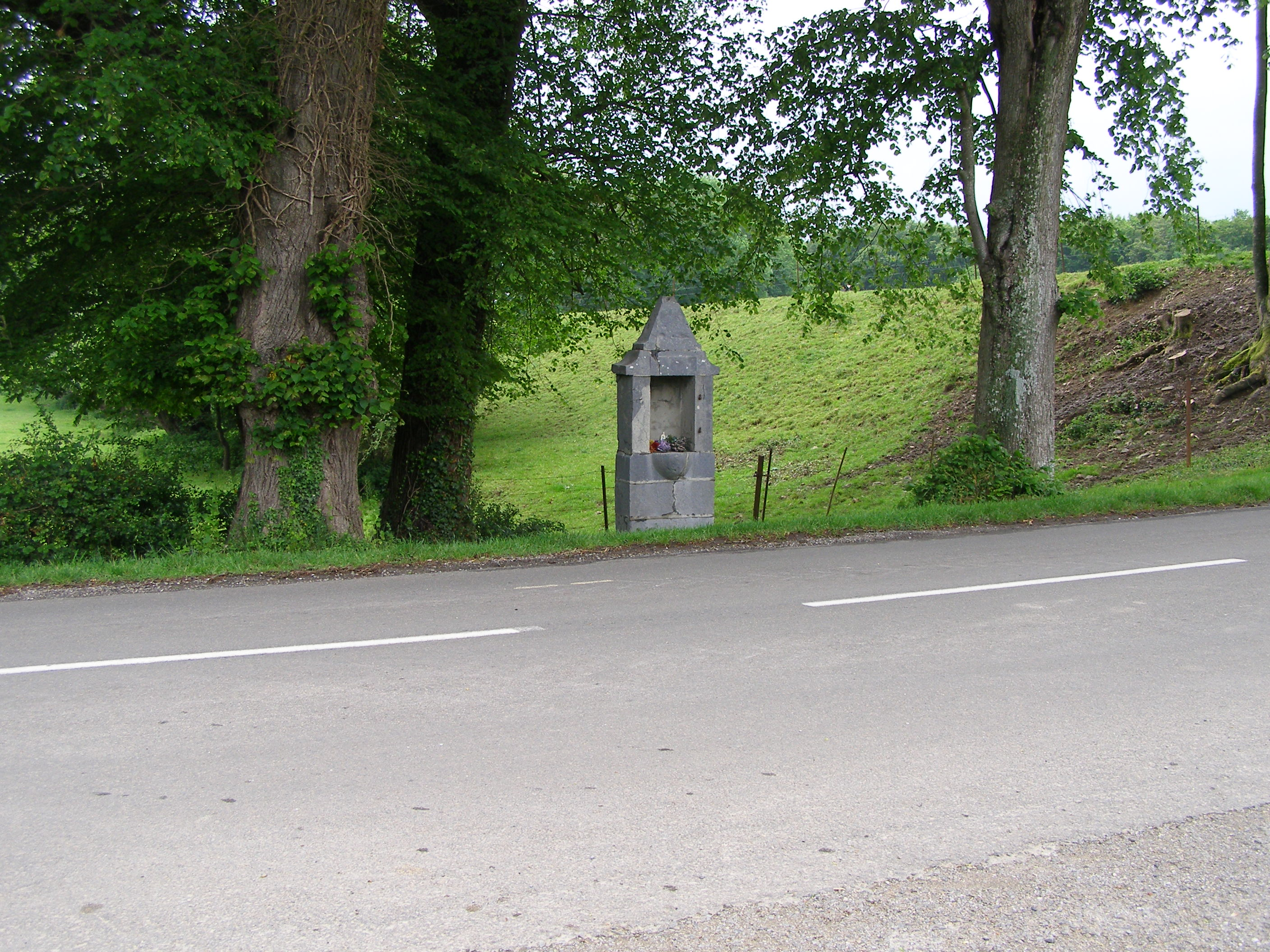
Oratoire route de Beaufort.

### Personnalités liées à la commune

#### Famille d'Esclaibes
La famille d'Esclaibes est une ancienne famille de la noblesse française. Elle a survécu à la révolution française : en mai 1873, un comte d'Esclaibes est avocat à la cour d'appel de Douai.
- Messire Jean d'Esclaibes est le chef de nom et d'armes de la maison d'Esclaibes au XVIe siècle. Chevalier, il occupe la fonction de chambellan et gentilhomme de la chambre de l'empereur Charles Quint. Il a épousé Catherine de Goussy, dite fille du roi de Tunis et de la sultane reine Agala. Jean d'Esclaibes l'a enlevée en suivant et servant l'empereur lors de sa conquête du royaume (Conquête de Tunis (1535)[17].
- Élie Esclaibes, fils de Jean, écuyer, bénéficie le 26 juillet 1596 de lettres données en Castille lui conférant la chevalerie. Il sert son roi depuis la bataille de Saint-Quentin, a participé à de nombreux combats. Capitaine d'infanterie, il a commandé le château, la ville et dépendance de Lallaing contre des adversaires venus de Cambrai[17].

#### Autres personnalités
- Bernard Henry, architecte[29]
- José Berghmans

## Pour approfondir